# Hieracium idubedae
Hieracium idubedae es una especie de planta con flor del género Hieracium, de la familia Asteraceae, orden Asterales.

## Distribución
Hieracium idubedae se distribuye por España.

## Taxonomía
Fue descrita científicamente por G. Mateo Sanz.
Tratamiento taxonómico
La especie aparece registrada y publicada en Cat. Flor. Prov. Teruel.